# 카를로스 로미로

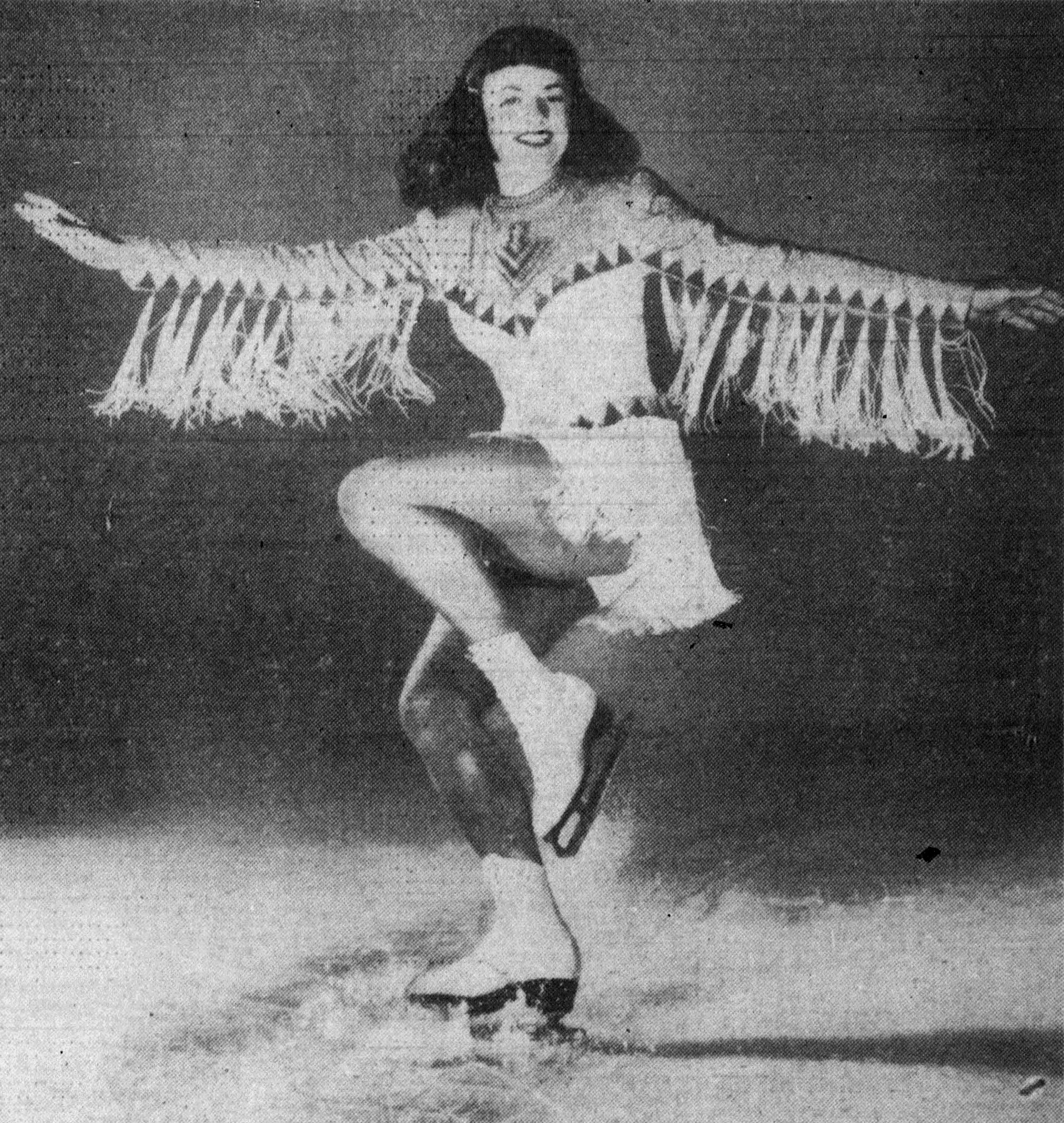

카를로스 로미로(Carlos Romero, 1927년 2월 15일 ~ 2007년 6월 21일)는 미국의 배우, 텔레비전 배우이다.
할리우드에서 태어났으며 펀데일에서 사망하였다.

## 영화
- 명탐정 바나비 존즈 (1973년)
- 소일렌트 그린 (1973년)
- 마피아 혈전 (1973년)
- 제12순찰대 (1968년)
- 비밀지령 (1968년)
- 캐넌 목장 (1967년)
- 털보 가족 (1966년)
- 4인의 프로페셔널 (1966년)
- FBI (1965년)
- 도망자 (1963년)
- 더 영 랜드 (1959년)
- 황야의 탈출 (1959년)
- 선셋 77번가 (1958년)
- 건 러너스 (1958년)
- 조로 (1957년)
- 서부의 파라딘 (1957년)
- 페리 메이슨 (1957년)
- 샤이안 (1955년)